# Spensierato
Spensierato (朗かに歩め?, Hogaraka ni ayume), anche noto col titolo Passeggiate allegramente!, è un film del 1930 diretto da Yasujirō Ozu.

## Trama
Kenji Koyama è un piccolo criminale che agisce con l'aiuto di tre compari: Senko, Gunpei e la ragazza Chieko. Un giorno nota una ragazza chiamata Yasue e inizia a corteggiarla: scoperto tutto, Chieko tenta di punirla servendosi dell'aiuto di Ono, ma Koyama la salva in tempo e decide di uscire dal giro. Chieko e Gunpei tentano di convincerlo a tornare sui suoi passi e, dopo l'ennesimo rifiuto, decidono di denunciarlo alla polizia.

## Produzione
- Sceneggiatura: La sceneggiatura del film, basata su di un racconto scritto dal regista Hiroshi Shimizu[1], fu influenzata dai modelli statunitensi[1].
- Riprese: Le riprese di Passeggiate allegramente! si svolsero tra il novembre 1929 e il febbraio 1930, con un'interruzione a dicembre per concludere la realizzazione del film Introduzione al matrimonio[1]
- Design e scenografia: Per la realizzazione del film furono utilizzati numerosi elementi scenografici di matrice occidentale[1] nel tentativo di attenuare eventuali riferimenti all'ambientazione in Giappone[1].

## Distribuzione

### Date di uscita
- 1º marzo 1930 in Giappone[2]
- 1º marzo 1991 negli Stati Uniti (Walk cheerfully!)